# 唐逸剛
唐逸剛（英語：Gordon Tang），出生於中國廣東汕頭，企業家、慈善家，現任亞洲奧林匹克理事會執行副主席、亞洲智力競技協會主席、亞洲綜合武道協會創會會長兼主席。

## 生平背景
唐逸剛出生於中國廣東汕頭，祖籍潮汕。早年從事對外貿易，並在汕頭開發多個房地產項目，包括君華海逸酒店、海逸匯景、海逸匯景豪庭等。唐氏亦長期支持新加坡潮州八邑會館，並參與文化推廣及2013年度會務報告活動。

## 商業活動
2003年，唐逸剛與陳懷丹在新加坡共同創立海逸控股私人有限公司（Haiyi Holdings Pte Ltd），專注於國際貿易、房地產開發、金融投資及控股業務。海逸控股為新海逸集團有限公司（SingHaiyi Group Ltd）的控股股東。
同年，唐逸剛出任位於美國的太平洋國際資本有限公司（American Pacific International Capital，簡稱 APIC）董事長，拓展房地產及跨國投資業務，並管理旗下酒店品牌Haiyi Hotels。
2013年，新海逸集團透過反向併購方式完成上市，美國前總統喬治·布殊之子尼爾·布什加入董事會並成為策略投資人。唐氏夫婦其後亦參與管理 SingXpress Land 及 Acquire Wealth。
2022年，唐氏家族以新幣4.93億完成新海逸集團私有化，並透過旗下SingHaiyi經營新加坡與美國資產管理平台。
2023年4月，唐氏夫婦以新幣5.89億完成新加坡上市公司Chip Eng Seng的退場交易。
2023年12月，旗下Aelios向SuntecREIT提出全面收購要約，估值約新幣33.9億元，惟最終因未達門檻而告失敗。
2024年5月，唐逸剛家族以約新幣5310萬收購ARA US Hospitality Trust管理公司及19%信託單位，成為最大持有人之一。

### 參與 AXA Tower 重建項目
唐逸剛夫婦與阿里巴巴及Perennial Holdings合作重建新加坡AXA Tower（安盛大廈），項目獲市建局批准後將成為新加坡最高摩天商業樓之一，預計於2028年竣工。

### 汕頭本地房地產投資
2023年12月，唐氏家族透過陳懷丹控制之寰亞汕頭有限公司，在汕頭珠港新城標得三宗地塊，總價約人民幣15億元，佔地面積167畝。

## 體育組織參與
- 2016年起，擔任亞洲奧林匹克理事會執委、柬埔寨奧委會副主席與柬埔寨帆船協會主席，支持青年體育發展與國際賽事推動[4]。
- 2021年11月，當選亞洲奧林匹克理事會執行副主席，兼任電子競技、武術與心智運動委員會主席[4]。
- 2023年創立亞洲綜合武道協會，並於東南亞多地舉辦相關賽事，包括曼谷、馬尼拉及金邊等地，推動武道納入亞運正式項目[4]。
- 2025年2月25日，在曼谷成立亞洲智力競技協會，出任首任主席，推動象棋、圍棋、橋藝等項目發展，並規劃舉辦首屆亞洲智力競技暨電競運動會[3]。

## 公益事業
- 為新加坡潮州八邑會館名譽主席，2016年響應董事會籌款設立文化基金，個人捐出十萬新元以促進潮汕文化與鄉誼交流。[16]
- 多次捐款予西雅圖兒童醫院、奧索山泥石流災區與健安療養院[17]。
- 2014年於西雅圖晚宴捐贈一萬美元予潮汕工商會與潮州同鄉會，並再度捐款兩萬美元予奧索山災區[17]。
- 2016年再度捐款支持健安療養院的社區服務與設施改善[17]。
- 2017年12月，以APIC名義捐贈十萬美元予東華醫院，支持醫療設施擴建與翻新工程[18]。
- 金郡行政長官道·康斯坦丁於2014年宣布4月28日為「Gordon Tang Day」，以表彰其慈善貢獻[17]。
- 唐逸剛夫婦亦支持新加坡國家美術館與舊金山亞洲藝術博物館發展項目，並贊助青年藝術家交流計畫[19]。